# جعل هنری

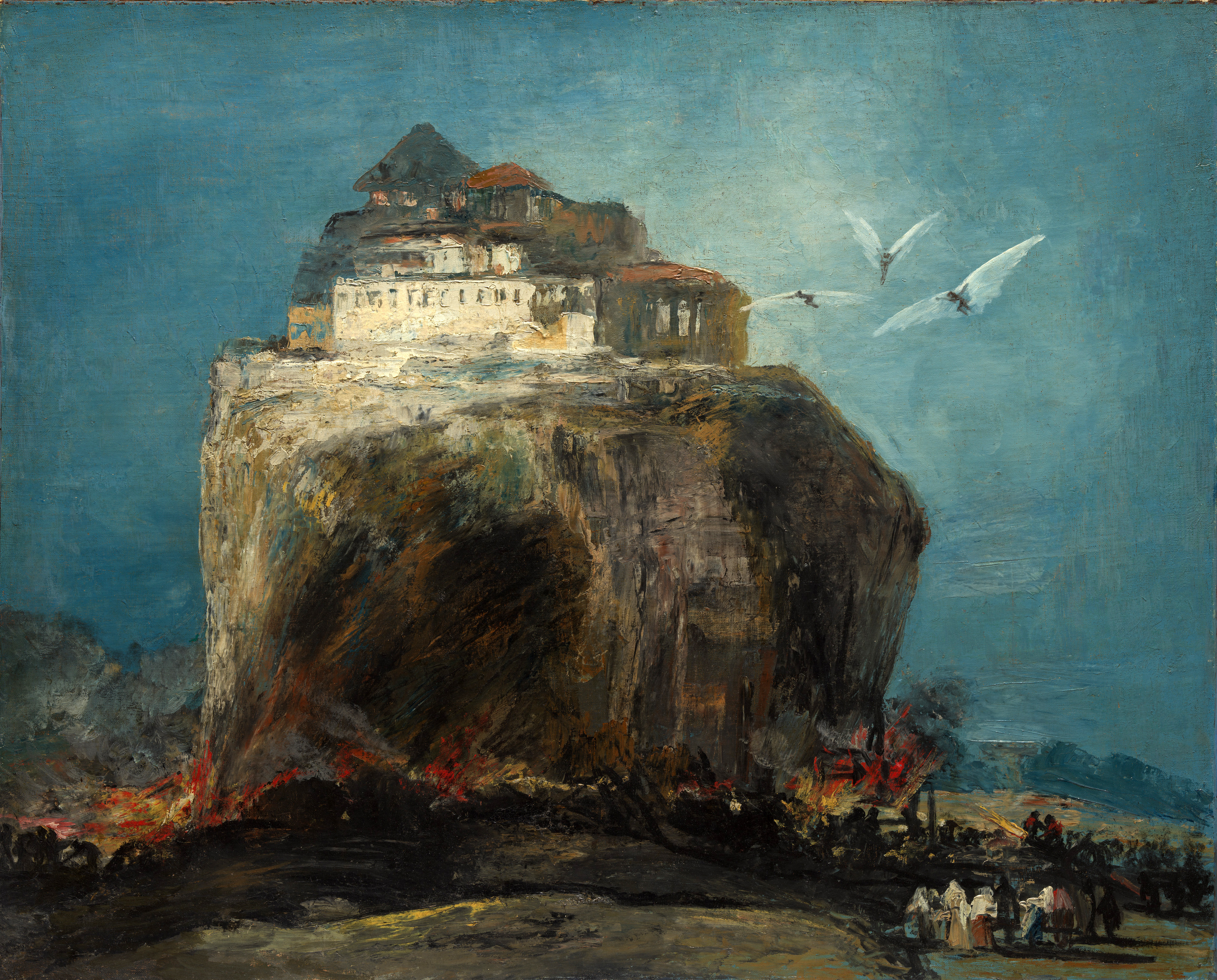
شهری بر روی صخره. اثری که برای مدت زیادی تصور می‌شد مربوط به فرانسیسکو گویا است.

جعل هنری اشاره به ایجاد و به ویژه فروش آثار هنری هستند که به دروغ به هنرمند دیگری (که معمولاً معروفتر است) نسبت داده می‌شود. جعل هنری بسیار سودآور بوده، اما تکنیک‌های تجزیه و تحلیل مدرن شناسایی آثار جعلی را بسیار آسان‌تر از گذشته کرده‌است.
بر اساس قوانین  فرانسه،‌ تابلوهای تقلبی را می‌توان در آن کشور توقیف و نابود کرد.

## نگارخانه

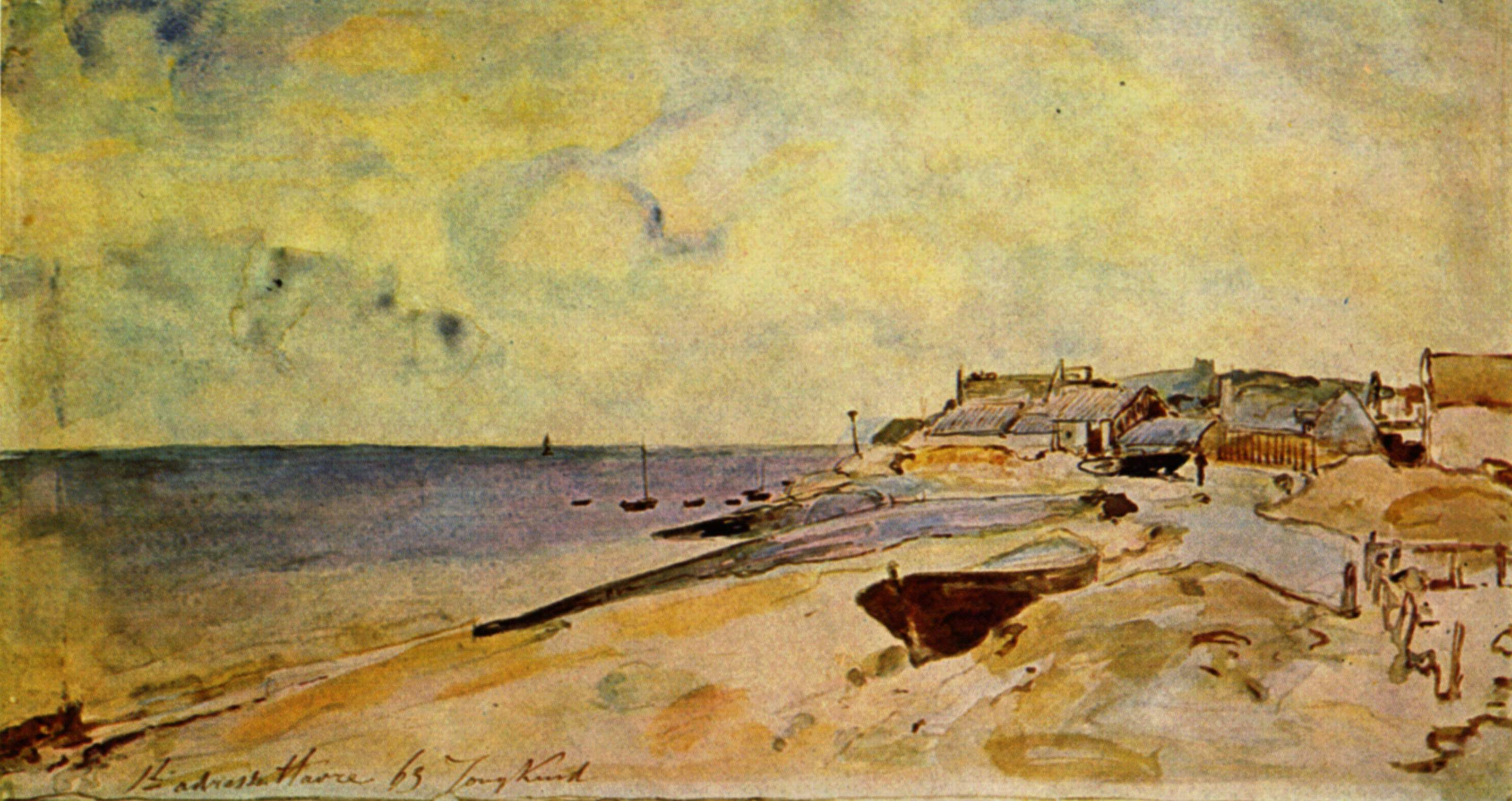
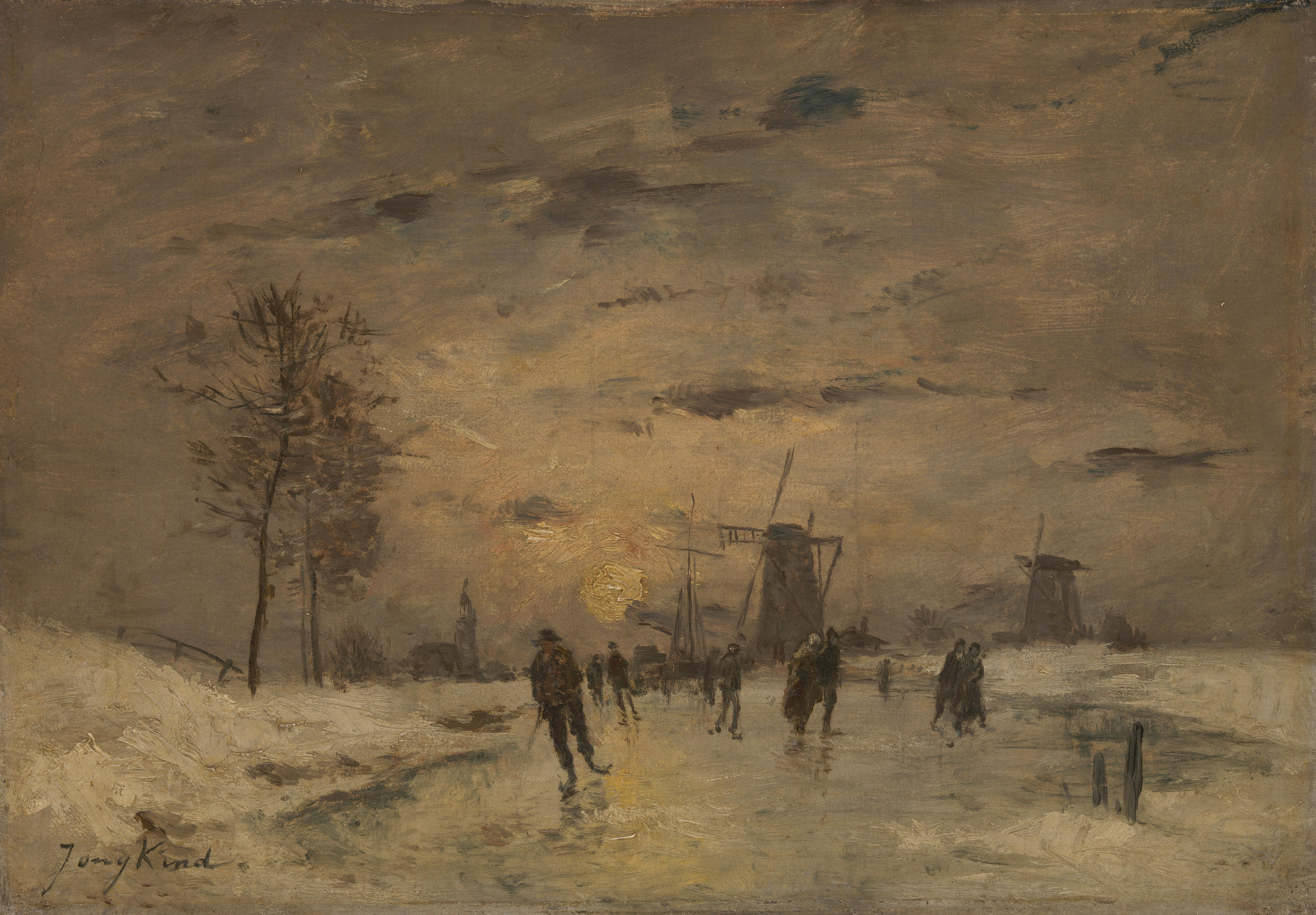
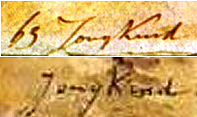